# Edificio del Real Club Náutico de San Sebastián
El edificio del Real Club Náutico de San Sebastián es un inmueble de San Sebastián, en la provincia de Guipúzcoa (España), proyectado por los arquitectos José Manuel Aizpurúa y Joaquín Labayen. Es sede del Real Club Náutico de San Sebastián.

## Descripción
Se definen desde el punto de vista volumétrico una serie de cuerpos escalonados con cubierta plana sustentados por una estructura portante de pilotis cada 6 m, levantada sobre los muros de carga del antiguo acuario. Dicha estructura portante da origen a unos pilares exentos de sección cuadrada vistos en la planta principal excepto cuando se funden con las paredes, como ocurre en el lado este y en el extremo sur, y unas columnas interiores de sección circular en la planta alta. Se define el cuerpo volado del piso superior, así como el final en rotonda del extremo norte del piso principal.
Se encuentra situado al oeste de la casa consistorial. Incorpora en su interior el antiguo edificio del Club Náutico, reconocible exteriormente por su estructura de madera oscura contrastando con el blanco general del edificio.
El programa que responde a las nuevas necesidades del Club se fija de la siguiente manera: planta baja, gran salón de fiestas, cuartos de balandristas y bañistas, cocina y servicios generales; Planta principal, vestíbulo-hall, biblioteca, sala de juego con bar, sala de juntas, terraza cubierta y servicios generales; Planta alta, restaurante, bar y gran terraza.
Se persigue la idea del espacio diáfano. La disposición de la biblioteca, vestíbulo-hall y sala de juego una a continuación de otra, únicamente separadas por cortinas, muros bajos, muebles o superficies acristaladas, que definen pero que no encierran las piezas, da lugar en la planta principal a un espacio único que se articula desde la visión.
La misma continuidad visual de la planta principal se puede apreciar en la relación del interior con la terraza cubierta, donde ambos ámbitos no quedan separados por un cerramiento, sino que éste, mediante una sinuosa línea y acristalamiento, facilita una relación diáfana y transparente con vistas hacia la bahía. 
La sala de juego es un espacio claramente diferenciado. Las paredes están empaneladas y contienen doce pequeños huecos cuadrados cuya poca altura respecto del suelo está pensada para que las personas tengan vistas sobre la bahía mientras juegan sentadas. En el exterior de este espacio las ventanas cuadradas o en forma de ojo de buey pierden su carácter individual al quedar embebidas en una franja aplacada también de madera.
El cuerpo superior se resuelve con una ventana corrida a lo largo de todo el perímetro, unos 40 m, del segundo piso, consiguiendo en el interior la comodidad, la visualidad y la relativa amplitud perseguida. En el restaurante aparece de nuevo la idea de una planta libre sobre la que se actúa: muebles, aparatos de iluminación, barra, las seis columnas interiores a fin de conseguir el mínimo de obstrucción al movimiento horizontal del espacio.
El proyecto busca soluciones racionales, dando lugar a unas plantas perfectamente articuladas. Los alzados no son más que una expresión clara de estas. La gran superficie acristalada responde a la idea de que se domine la bahía desde cualquier punto de los locales, por medio de grandes ventanales en horizontal. Así, desde dentro, el panorama de la bahía queda perfectamente enmarcado por las líneas horizontales que a contra luz recortan el cielo y el mar.
La entrada se plantea mediante una escalera extremadamente alargada y en dos tramos que da en primer lugar acceso al Club y posteriormente acceso al restaurante público, en una posición centrada y tangente a la fachada lateral en el sentido sur-norte.
La escalera que desde la planta principal desciende al cuarto de bañistas, cubierta y en forma semicircular, se expresa al exterior volumétricamente. La escalera exterior se enrosca sobre un pilar exento que arranca desde la rada y sobresale de la terraza del piso superior y se rematan con una losa circular de hormigón a modo de «sombrilla» para la propia escalera.
Asimismo aparece la construcción de un espacio destinado a solárium, cerrado hacia el paseo y abierto hacia el mar.
Presenta un cierre acristalado claramente discordante con el programa del edificio.

Real Nautical Club - San Sebastián - Guipúzcoa